# Talasa (mitología)

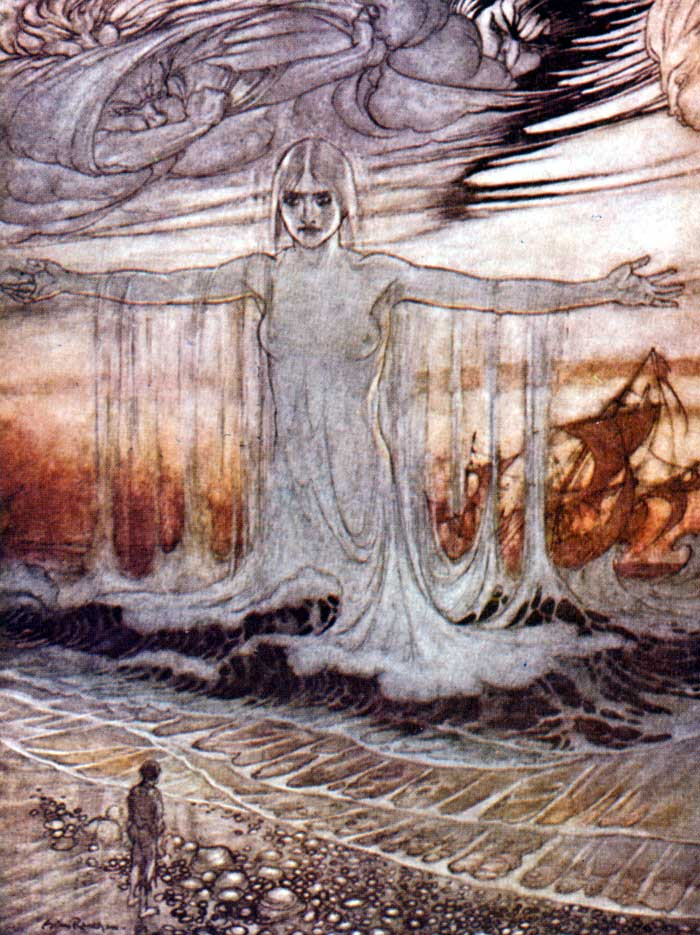
Talasa se defiende en la fábula de Esopo, "El granjero y el mar".

En la mitología griega, Talasa, Tálasa, Talata o simplemente Mar (en griego: Θάλασσα, Thálassa; en latín: Mare) era la diosa primordial y personificación del «mar», comprendido como el Mare Nostrum o mar Mediterráneo. Es más común encontrar en textos griegos θάλασσα, ‘mar o litoral’, como un sustantivo común y no como teónimo; ha dado la voz en español «talasocracia» o «talasofobia», por ejemplo.  
En una fuente se nos habla de las talasias (θαλάσσιαι), «ninfas marinas», que el autor no individualiza y que probablemente se trate de una multiplicación de la propia Talasa.

## Textos mitográficos
Como personificación la Mar es descrita como hermana del Cielo (Caelus) y la Tierra (Terra), todos nacidos de la unión de dos primordiales, el Día y el Éter. Talasa es la contrapartida femenina homérica de Ponto, dios del mar primordial en los textos hesiódicos. Ya se menciona a Talasa en textos muy antiguos donde es descrita, junto con Urano y Gea, como una de las tres partes de las que se compone el mundo. Talasa, como personificación marina, fue desplazada en los textos homéricos por Anfitrite, citada tan solo como una metonimia por el mar. Esopo nos dice que Talasa podía adoptar forma humana, y que cierto día los dioses fluviales se reunieron para quejarse de Talasa, porque ellos le ofrecían el agua dulce, en tanto que ella, que tenía amargos dones, solo contenía agua salada, estéril para la vida.
Como diosa primordial fue madre, sin unión masculina, de los nueve telquines y de la ninfa Halia. Con su contrapartida masculina, Ponto, fue madre de las tribus de los peces del mar, También fue madre de Egeón, la personificación del mar Egeo, en su unión con otro Egeón, citado como un titán marino hijo de Ponto y Gea. Opiano la describe no en vano como la madre de los démones marinos (daimones thalassai), para referirse, como era de esperar a los informes telquines. Una versión posterior en la mitología nos dice que Talasa había sido la madre de Afrodita con Urano, pero no de manera convencional, pues nació cuando Crono castró a Urano y sus genitales cayeron al mar. De igual manera Talasa, ya como metonimia, es descrita como la madre de Afrodita en los himnos órficos.
Pausanias, describiendo un templo del istmo de Corinto, dice que en él, que no es muy alto, hay tritones de bronce. En el pronao están dos imágenes de Poseidón, una tercera de Anfitrite y una Talasa, también esta de bronce.  En medio de la basa en la que se encuentra el carro está en relieve Talasa sosteniendo a Afrodita niña, y a uno y otro lado están las llamadas Nereidas.  En la basa de Poseidón están esculpidos también los hijos de Tindáreo, porque ellos precisamente son también salvadores de naves y de navegantes. Por lo demás, están ofrendadas una imagen de Galene y Talasa, un caballo parecido a una ballena desde el pecho para abajo.
Beroso compara a Talasa con Tiamat y dice que había un tiempo en el cual todo era oscuridad y agua, dónde nacieron extrañas criaturas de peculiar forma; sobre todas estas regía una mujer llamada Omorka (Όμόρκα), la cual en caldeo es llamada Thalath (Θαλάτθ), que en griego significa «el mar» (θάλασσα), pero en valor numérico es igual a «luna».